# Cleistocactus longiserpens

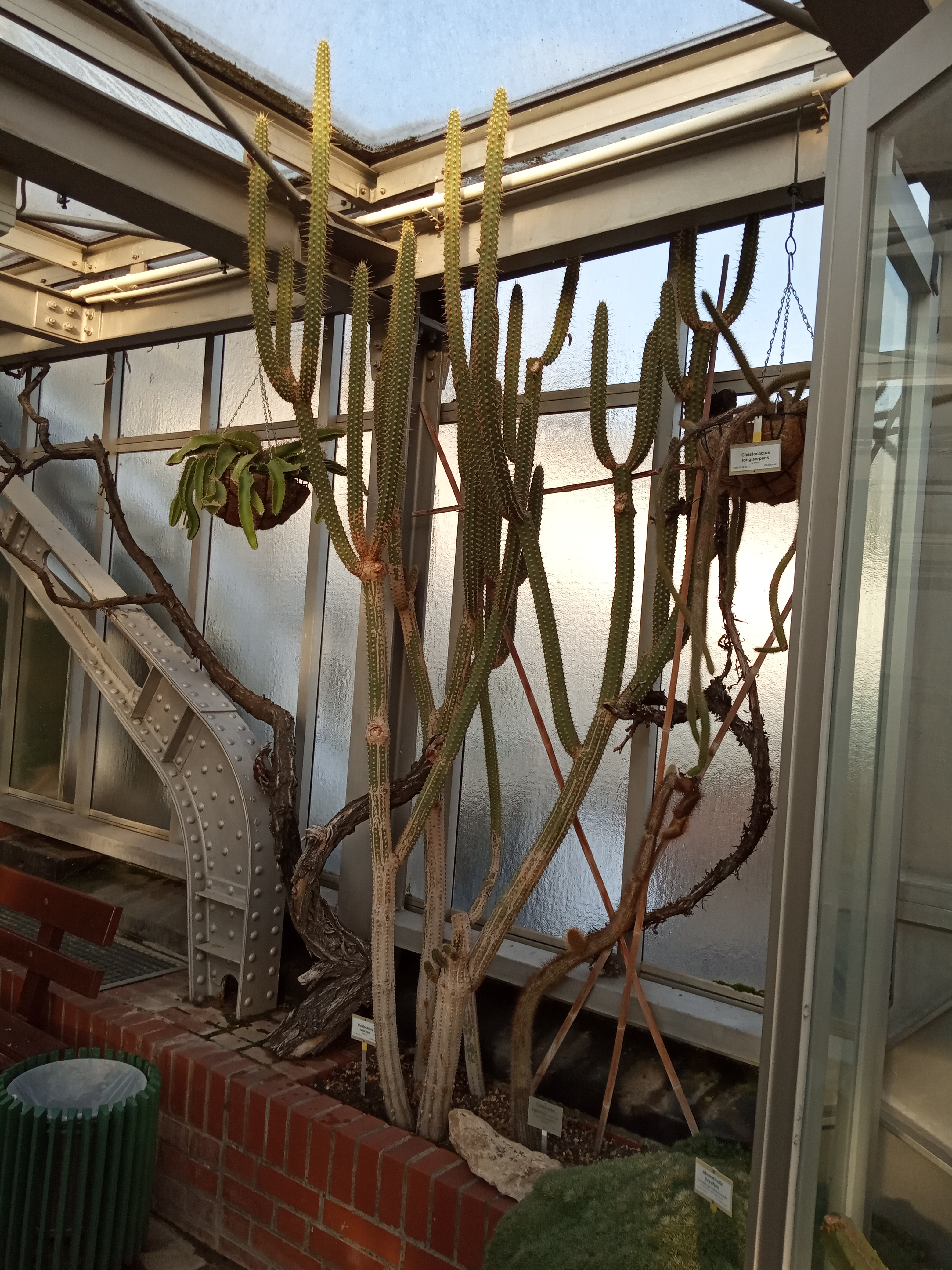

Cleistocactus longiserpens är en kaktusväxtart som beskrevs av Leuenb.. Cleistocactus longiserpens ingår i släktet Cleistocactus, och familjen kaktusväxter. Inga underarter finns listade i Catalogue of Life.